# Wormaldia prolixa
Wormaldia prolixa är en nattsländeart som beskrevs av Oliver S. Flint Jr. 1991. Wormaldia prolixa ingår i släktet Wormaldia och familjen stengömmenattsländor. Inga underarter finns listade i Catalogue of Life.